# Resurrecció de Llàtzer (Giotto)
La Resurrecció de Llàtzer és una pintura mural al fresc realitzada pel pintor italià Giotto di Bondone, entre els anys 1304-1306, i es troba a la capella dels Scrovegni de Pàdua. Giotto fou el gran renovador de la pintura entre el pas del segle xiii al xiv.

## Giotto di Bondone
El pintor del trecento, manté els temes religiosos i manca com la majoria dels artistes de la seva època de grans coneixements anatòmics, però aconsegueix que els seus personatges no tinguin el hieratisme romà d'Orient i adoptin diverses aptituds d'alegria o pesar, la qual cosa demostra, amb les diferents postures i mirades. Va ser el primer a trencar amb l'art de Bizanci. Molts pintors posteriors, van admetre el seu deute amb Giotto, entre ells Piero della Francesca i Miquel Àngel. Segons Vasari:
| « | Segons la meva opinió, els pintors deuen a Giotto exactament el que li deuen a la naturalesa, perquè després de molts anys durant els quals l'art de la bona pintura havia romès enterrat per les ruïnes de la guerra, Giotto va ser l'únic que, pel favor de Déu, va rescatar i va restaurar l'art, malgrat haver nascut entre artistes incompetents. En veritat, va ser un gran miracle que en una època ordinària i inepta, Giotto hagués pogut restaurar l'art de la composició de la qual els seus contemporanis sabien poc o gens. | » |

Segons Henri Focillon, historiador d'art francès, Giotto malgrat els seus esforços, mai no va passar d'un muntatge escenogràfic "'d'un estret taller d'escultura" malgrat que a la capella dels Scrovegni tenia una superfície i un tema que li ho haguessin permès.

Giotto, va començar eliminant els fons de pintura plana, posant paisatges amb muntanyes de pedra o dins de simples arquitectures i així aconseguir que els seus personatges visquin en un món més real. Segons Cennino Cennini:
| « | El artista que vulgui representar un paisatge muntanyós que prengui pedres rocoses i que les pinti amb la il·luminació i dimensions convenients. | » |

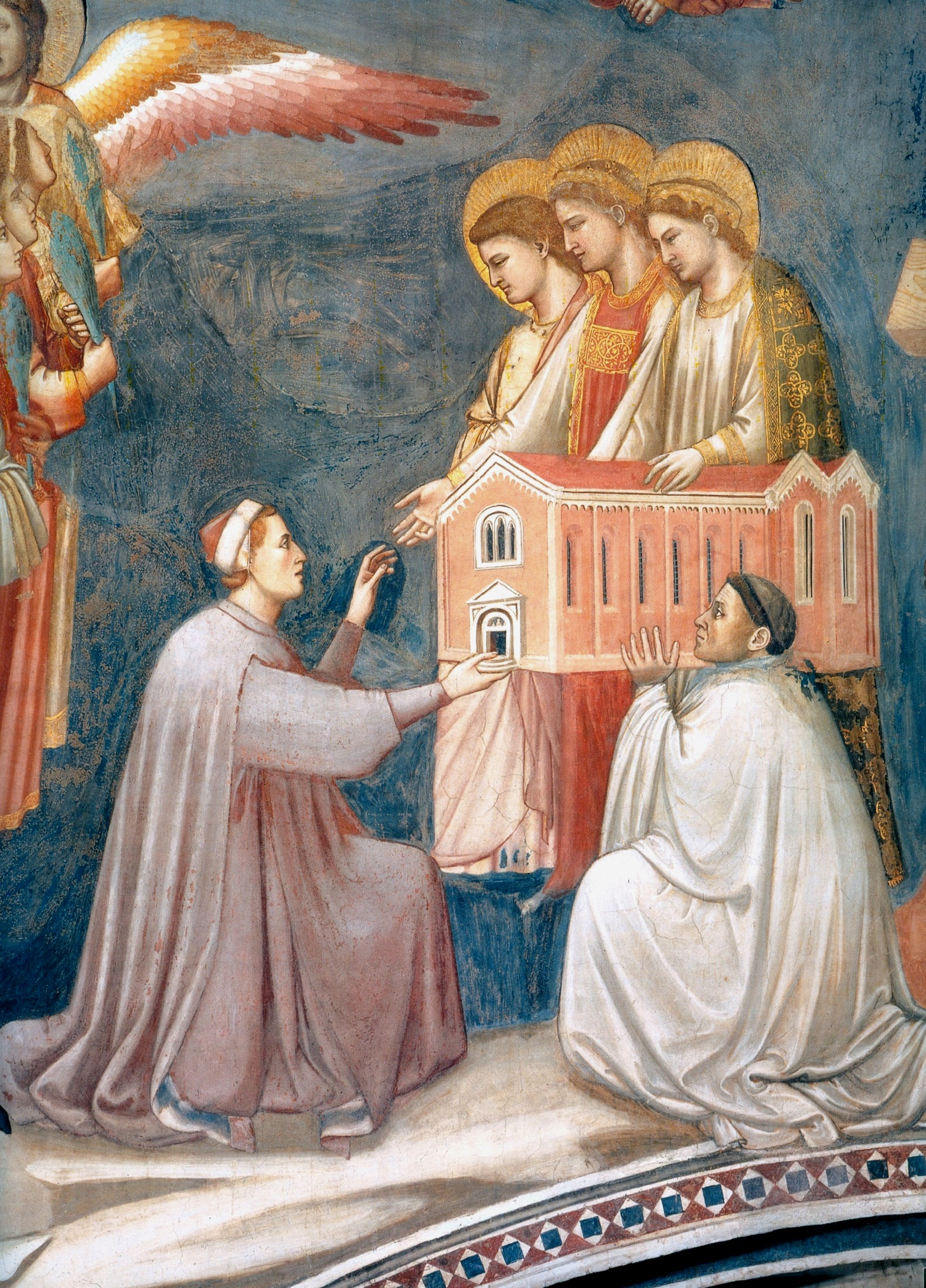
Enrico Scrovegni oferint la capella com remissió dels pecats del seu pare.

A una obra anterior, ja havia realitzat grans murals per a la basílica de Sant Francesc d'Asís, on, en una sèrie de frescs narratius per a la capella de la Magdalena, va executar l'escena de la Resurrecció de Llàtzer, encara que no hi ha dubte que el disseny va ser de Giotto, es creu que la pintura la van realitzar els deixebles del seu taller, ja que clarament es pot verificar que la pintura és més plana i no mostra els volums ni els mateixos colors no emprats pel pintor a la seva obra posterior.

## Història
Els frescs de la capella dels Scrovegni anomenada també capella de l'Arena, per estar construïda sobre l'arena d'un antic circ romà, és considerat com el treball més complet de Giotto. Va ser encarregada per Enrico Scrovegni, un adinerat comerciant de Pàdua, fill d'un prestador conegut per la seva usura i que ja Dante Alighieri l'havia enviat entre els condemnats a l'Infern en el seu poema La Divina Comèdia. Enrico volia amb la construcció de la capella redimir els pecats del seu pare.
Va encarregar a Giotto, la decoració de la capella funerària, amb diverses sèries decoratives de frescs, els cicles de les pintures representen, la vida de Sant Joaquim i Santa Anna, la vida de la Mare de Déu i la història de Crist, mentre que, a les parts inferiors dels murs es dediquen a la Passió de Crist, així com es troben en color monocrom unes al·legories de les Virtuts i els Vicis. Es troba una escena on es pot veure el mateix Enrico Scrovegni, oferint la capella a tres àngels, el retrat del donador i del canonge que sosté la pesada "maqueta", són sens dubte, una excel·lent prova de la capacitat retratista de Giotto.
Entre els frescs d'aquesta capella es troba la narració de la Resurrecció de Llàtzer, que correspon a un relat del Nou Testament (Sant Joan, 11: 1-44), amb la qual Giotto comença l'escenificació de la Passió, ja que va ser com a conseqüència d'aquest miracle, quan els jueus van voler agafar i matar Jesús.

## Tema
El tema correspon al relat de l'Evangeli de Sant Joan (11: 17-44):
| « | Quan va arribar Jesús, es va trobar que Llàtzer portava ja quatre dies al sepulcre. Betània estava de Jerusalem com a uns quinze estadis, i molts jueus havien vingut a casa de Marta i Maria per consolar-les pel seu germà. Quan Marta va saber que havia vingut Jesús, va sortir a l'encontre, mentre Maria romania a casa. Va dir Marta a Jesús: «Senyor, si haguessis estat aquí, no hauria mort el meu germà. Però encara ara jo sé que quant demanis a Déu, Déu t'ho concedirà.»li diu Jesús: «El teu germà ressuscitarà.»li va respondre Marta: «Ja sé que ressuscitarà a la resurrecció, l'últim dia.»Jesús li va respondre: «Jo sóc la resurrecció ell que creu en mi, encara que mori, viurà; i tot el que viu i creu en mi, no morirà mai. Creus això?» li diu ella: «Sí, Senyor, jo crec que tu ets el Crist, el Fill de Déu, qui vindrà al món.»Dit això, va anar a cridar la seva germana Maria i el va dir a cau d'orella: «El Mestre és aquí i et crida.» Ella, tan bon punt ho va sentir, es va aixecar ràpidament, i se'n va anar on ell. Jesús encara no havia arribat al poble; sinó que seguia en el lloc on Marta ho havia trobat. Els jueus que eren amb Maria, a casa consolant-la, en veure que s'aixecava ràpidament i sortia, la van seguir pensant que anava al sepulcre per plorar allà. Quan Maria va arribar on estava Jesús, en veure'l, va caure als seus peus i li va dir: «Senyor, si haguessis estat aquí, el meu germà no hauria mort.»Veient-la plorar Jesús i que també ploraven els jueus que l'acompanyaven, es va commoure interiorment, es va torbar i va dir: «On ho heu posat?» el responen: «Senyor, vine i el veuràs.» Jesús es va posar a plorar. Els jueus aleshores deien: «Mireu com l'estimava.» Però alguns d'ells van dir: «Ell, que va obrir els ulls del cec, no podia haver fet que aquest no morís?» Aleshores Jesús es va commoure novament en el seu interior i va anar al sepulcre. Era una cova, i tenia posada damunt una pedra. Diu Jesús: «Aparteu la pedra.»Li respon Marta, la germana del mort: «Senyor, ja fa pudor; és el quart dia.» Li diu Jesús: «No t'he dit que, si creus, veuràs la glòria de Déu?» Van Retirar, doncs, la pedra. Aleshores Jesús va alçar els ulls a dalt i va dir: «Pare, et dono les gràcies per haver-me escoltat. Ja sabia jo que tu sempre m'escoltes; però ho he dit per aquests que m'envolten, perquè creguin que tu m'has enviat.» Dit això, va cridar amb forta veu: «Llàtzer, surt fora!» I va sortir el mort, lligat de peus i mans amb benes i embolicat el rostre en un sudari. Jesús els diu: «Deslligueu-ho i deixeu-lo caminar.» | » |

## Descripció

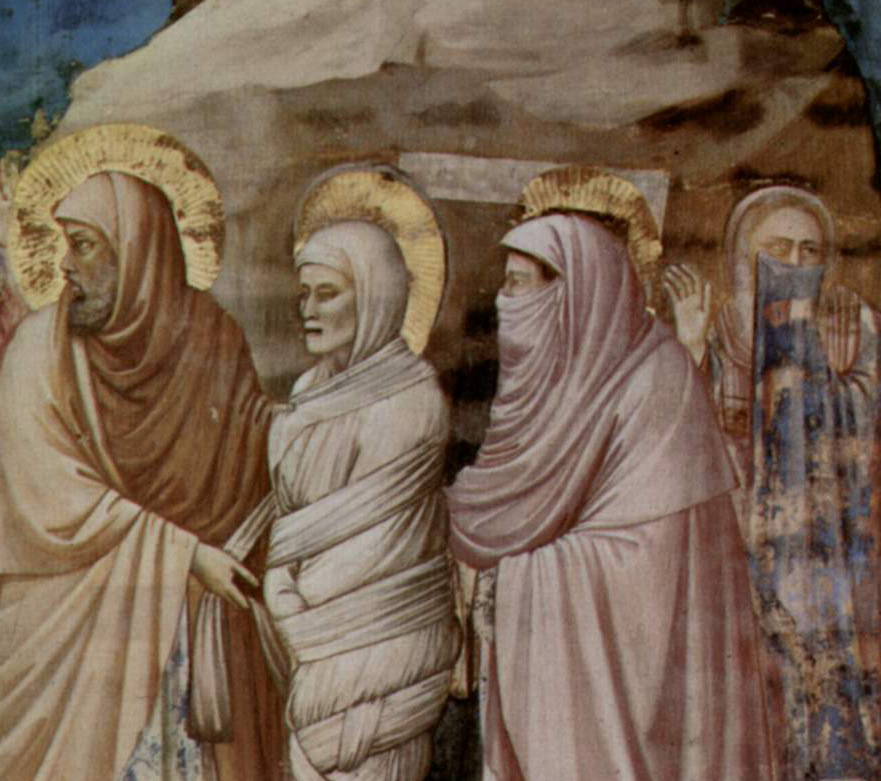
Detall de la Resurrecció de Llàtzer, quan torna a la vida, mentre es pot veure les dones tapant-se les seves cares.

La història narra la Resurrecció de Llàtzer per ordre de Jesús, a la pintura apareix Crist beneint Llàtzer, mentre agenollades als seus peus es veuen a les germanes de Llàtzer, Marta i Maria. A la dreta del quadre s'observa la imatge momificada de Llàtzer sostinguda per altres familiars, a la cantonada dreta del primer terme, amb línies paral·leles a la muntanya rocosa del fons, que dibuixen una composició en diagonals, està la pedra de la tapa del sepulcre, que és sostinguda per altres dos personatges, el fons està pintat amb el mateix blau de la volta de la capella, amb la qual cosa s'aconsegueix que formi una cohesió amb ella.
La pintura com les altres representacions de les sèries de la capella, està emmarcada simulant un fris de marbre tallat i com si tingués incrustacions de pedres semiprecioses i lapislàtzuli, evitant amb aquest sistema figurat, la realització amb materials autèntics que resultarien molt més costosos. El cadàver embolicat en les benes, entreobre els ulls, mentre els presents manifesten el seu estupor. Les dones tenen el rostre cobert per evitar l'olor de Llàtzer mort. Encara que sense conèixer la perspectiva real de Brunelleschi, el pintor introdueix ell realisme a la seva obra, representant un espai individual, junt la iconografia que mostra el seu interès, per la visualització del dramatisme que vol explicar a la història, enfront del miracle realitzat per Crist. Aquest intent de mostrar la realitat en tota la seva totalitat, va ser considerat per Giovanni Boccaccio en el seu Decameró, que parlant de la pintura de Giotto va dir:
| « | ... va reproduir tan exactament les coses de la natura que la seva obra no sembla imitació, sinó la natura mateixa, i a tant va arribar el seu art, que moltes vegades els homes es van equivocar estimant per real el que era artifici de la pintura. | » |